# Blauwe lijn (metro van Chicago)

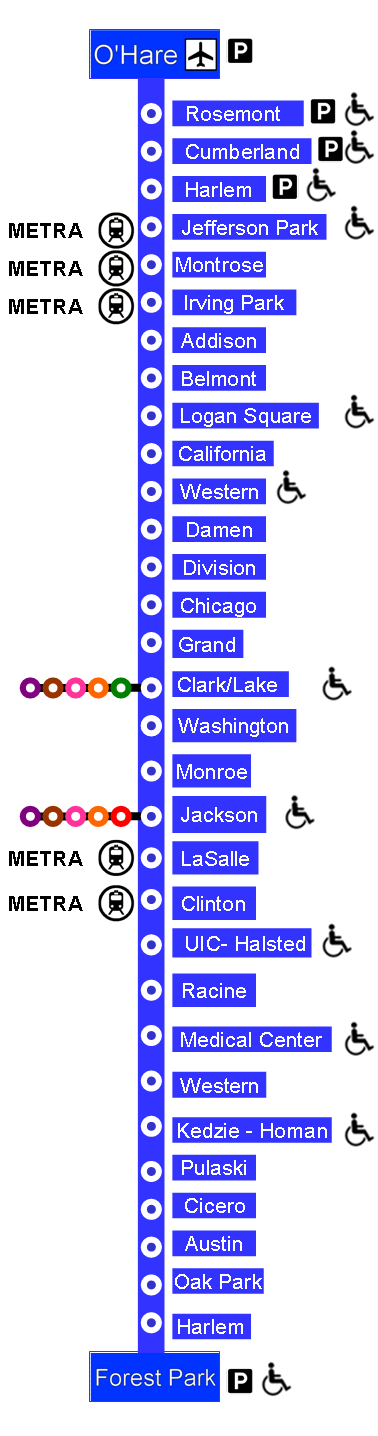
Haltes langs de Blauwe lijn

De blauwe lijn is een 55,7 kilometer (34,6 mijl) lange lijn van de metro van Chicago.
De lijn verbindt het ten noordoosten van de stad gelegen O'Hare International Airport via het centrum (de Loop) met de plaats Forest Park ten westen van de stad en heeft in totaal 34 stations.